# Густав Шебеш
Густав Шебеш (на унгарски: Sebes Gusztáv) е унгарски футболист и треньор. Играл е в редица унгарски отбори, както и в националния тим на Унгария (с националния отбор има записан само един официален мач). След това става треньор на различни отбори и на националния отбор на Унгария. Най-важното събитие в живота му е създаването на Шампионската лига заедно със Сантяго Бернабеу Йесте през 1955 г.(по идея на френския журналист Габриел Ано).